# جائزة أوروبا الكبرى 2011
جائزة أوروبا الكبرى 2011 هو سباق فورمولا 1 أقيم بتاريخ 26 يونيو 2011 في حلبة شوارع فالنسيا، بلنسية، إسبانيا. كان الثامن من أصل 19 في بطولة العالم لسباقات الفورمولا واحد موسم 2011. حلّ الألماني سباستيان فيتل أولا بينما جاء الإسباني فرناندو ألونسو في المركز الثاني وحصل على المركز الثالث الأسترالي مارك ويبر.